# Cleethorpes (circonscription britannique)
La circonscription de Cleethorpes  est une circonscription située dans le Lincolnshire, et représentée à la Chambre des communes du Parlement britannique depuis 2010 par Martin Vickers du Parti conservateur.